# 圣保禄主教座堂 (圣保罗)
圣保禄主教座堂（Cathedral of Saint Paul）是一座天主教的主教座堂，位于美国明尼苏达州圣保罗。它是天主教圣保禄及明尼波利斯总教区的两座主教座堂之一，另一座是明尼阿波利斯的圣玛利亚圣殿。它是美国最有特色的主教座堂之一，座落在俯瞰圣保罗市中心的座堂山上，拥有特点鲜明的铜包圆顶。它是美国第三大教堂和第四高教堂。目前的建筑建成于1915年。2009年3月25日，美国主教团和梵蒂冈将其列为保禄宗徒国家朝圣地。
该堂高93米，自1915年至1931年为该市最高建筑。